# Witwica (gmina)
Witwica – dawna gmina wiejska w powiecie dolińskim województwa stanisławowskiego II Rzeczypospolitej. Siedzibą gminy była Witwica.
Gminę utworzono 1 sierpnia 1934 r. w ramach reformy na podstawie ustawy scaleniowej z dotychczasowych gmin wiejskich: Cerkowna, Kalna, Lipa, Łużki, Roztoczki, Słoboda Bolechowska, Stańkowce i Witwica.
Po II wojnie światowej obszar gminy został odłączony od Polski i włączony do Ukraińskiej SRR.